# Staveco
Staveco - Stabilimento Veicoli da Combattimento (noto anche con la dicitura Stabilimento Veicoli Corazzati) era un complesso industriale sito a Bologna principalmente attivo nella produzione di munizionamento e mezzi corazzati.
L'area viene definita grande come 10 campi da calcio, pari a 93.288 metri quadri, di cui la metà edificati, lungo Viale Panzacchi.
È stato dichiarato di particolare interesse storico e artistico dal Ministero per i Beni e le Attività Culturali «per le particolari costruzioni dei fabbricati che documentano l’evolversi della tecnologia edilizia tra otto‐novecento».

## Storia

### Origini
In realtà il nome Staveco è quello con cui la cittadella militare è maggiormente conosciuta in città, in quanto effettivamente nasce nel 1880 come deposito di materiale bellico e Laboratorio Pirotecnico, scegliendo Bologna grazie alla sua posizione lontano dai fronti di guerra maggiormente caldi di allora (l'unità d'Italia si sarebbe conclusa solamente nel 1918 al termine della prima guerra mondiale), ma centrale e strategica per i rifornimenti.
Tuttavia, già dal 1796 sulla medesima zona insisteva un ospedale e una caserma eretta dall'esercito di Francia al comando di Napoleone su terreni in parte di proprietà privata (ad est del torrente Aposa) ed in parte dell'attiguo Convento dell’Annunziata (ad ovest).
Successivamente, i nuovi dominatori austriaci (Bologna era sì parte dello Stato Pontificio ma Papa Gregorio XVI chiamò gli austriaci a sedare i moti indipendentisti in città avvenuti nel 1831 e quest'ultimi vi rimasero fino al 30 novembre 1838), aggiunsero anche un arsenale militare, proprio per soddisfare le esigenze logistiche che si erano venute a creare a seguito del loro intervento.

### Il Regno d'Italia
Con l'arrivo del Regno d'Italia nel 1861, la destinazione d'uso venne, come detto sopra, mantenuta; anzi si procedette ad un'ulteriore espansione della dimensione della piazzaforte, con appunto la creazione del Laboratorio Pirotecnico.
Il primo anno di attività si contano 387 dipendenti, che saliranno a 1.000 a fine ottocento, arrivando addirittura a 18.000 operai durante la Grande Guerra (12.000 al laboratorio e 6.000 all'arsenale), dove lo stabilimento aveva il compito di realizzare il munizionamento delle armi portatili dell'Esercito (tra cui la cartuccia 6,5x52 del famoso fucile Modello 91, qui progettata ed anche fabbricata nella quantità di 3 miliardi di pezzi, il 75% di tutta la produzione delle cartucce) e il caricamento di inneschi e spolette per bombe e granate ed i proiettili dell'Artiglieria, oltre che ottoni per gli usi più disparati e le leghe metalliche (maillechort) per l'incamiciatura delle pallottole. Era uno dei più grossi datori di lavoro a Bologna, alle dipendenze del Ministero della guerra - Direzione generale dell'artiglieria. In grande parte occupava donne, sia per la carenza di manodopera maschile (richiamata alle armi) sia per la maggiore agilità nello svolgimento delle operazioni industriali.
In particolar modo, l'impianto si occupava della trasformazione di semilavorati, creando le miscele esplosive che poi venivano assemblate, caricate e confenzionate nelle munizioni; durante il primo conflitto sfornava 2 milioni di cartucce nuove al giorno.
Il ritorno alla pace segna un calo del numero di impiegati, che si riduce a 2.750 unità. La fabbrica poi si fermerà del tutto, tanto che addirittura venne pensato di trasformarla nella sede della Facoltà di Ingegneria e di Chimica Industriale o in un quartiere residenziale.

### Il secondo dopoguerra
Arrivati al 1947, l'impianto diventa Ormec, Officina Riparazione Mezzi Corazzati, occupandosi di revisione, manutenzione e riparazione di carri armati, semoventi, veicoli corazzati e blindati e relativa attrezzatura e dotazione (armi, artiglieria e apparati radio), tra cui l'M47 Patton, l'M113 e il carro anfibio LVT MK4, per chiamarsi poi Staveco nel 1978 a seguito del DM 29 dicembre 1977 che riorganizza il comparto. Ha sezioni distaccate (DOrmec) a Montecchio Maggiore e Piacenza (la quale ha ricevuto le residue attività pirotecniche dalla riapertura del dopoguerra) e dipende dalla Direzione Generale della Motorizzazione e dei Combustibili del Ministero della Difesa (confluita, dopo il 1997, nella attuale Direzione degli Armamenti Terrestri).
L'impianto subisce diversi cambi di denominazione, in primis Stavetra - Stabilimento Veicoli da Trasporto, che a sua volta è il nuovo nome di OARE - Officina Automobilistica Riparazioni Esercito sita sempre a Bologna in Via del Prato con cui nel 1990 avviene l'unificazione; insieme occupano, al 1989, 486 dipendenti, per un costo stimato, secondo i calcoli del Segretariato Generale della Difesa per il 1991 di 21.82 miliardi di lire, di cui 16.56 per il personale. Infine Stamoto (Stabilimento per i Materiali della Motorizzazione), che chiuderà nel 2003.
Dal 2003 la zona è in parte dismessa ed in parte adibita a parcheggio. Sono in corso di discussione diversi progetti per il suo recupero.